# 韋氏似深海鮭
韋氏似深海鮭，為輻鰭魚綱水珍魚目小口兔鮭科的其中一種，為深海魚類，分布於東太平洋，從美國奧勒岡州到下加利福尼亞南部海域，棲息深度0-500公尺，體長可達11公分，棲息在大洋中層水域，生活習性不明。